# Empire Builder
Le train Empire Builder a un parcours de  plus de 3 500 km, il  relie Chicago à Portland et Seattle ; il est exploité par Amtrak.
La ligne a une structure en Y. Au départ de Chicago, elle traverse les États de l'Illinois, du Wisconsin, du Minnesota, du Dakota du Nord, du Montana, de l'Idaho et de Washington jusqu'à Spokane. Là, certaines voitures poursuivent jusqu'à Seattle, un trajet total de 3 350 km depuis Chicago tandis que les autres vont jusque Portland, un trajet total de 3 632 km.
La circulation des trains est quotidienne. Le trajet prend de 45 à 46 heures, soit une vitesse commerciale de 80 km/h.
La ligne a transporté plus de 500 000 voyageurs en 2007, ce qui fait d'elle la ligne la plus fréquentée du réseau d'Amtrak. Le train dispose de wagons panoramiques, notamment pour apprécier la traversée du Parc national de Glacier.
En 2019, l'Empire Builder a transporté 433 372 passagers soit 1,1% de plus qu'en 2018. Pendant l'année 2016 le train a généré 51 798 583 soit 2,5% de plus qu'en 2015.

## Historique

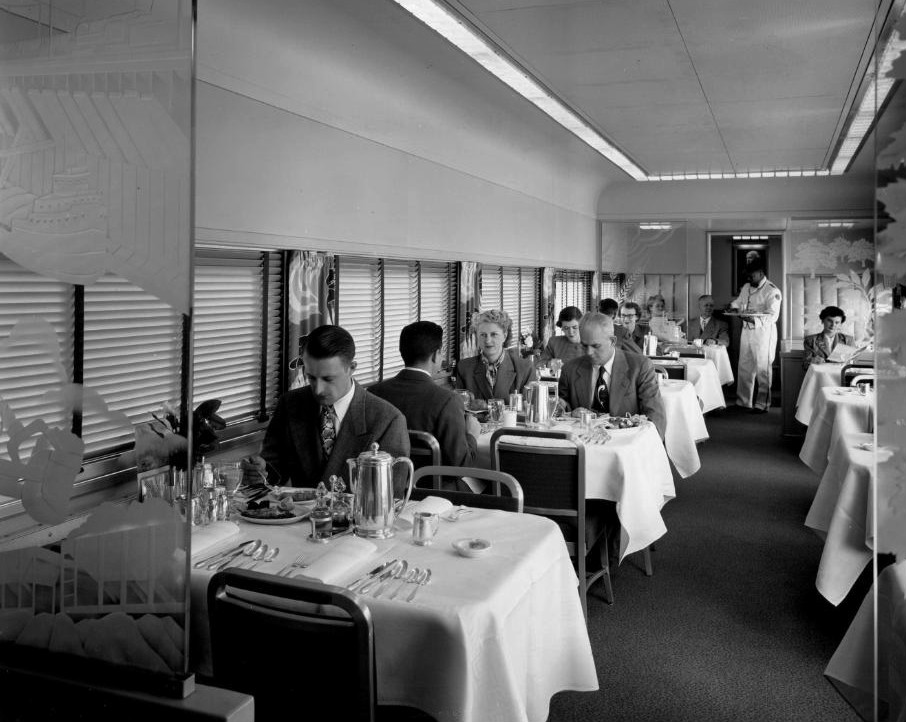
Le wagon restaurant de l'Empire Builder en 1951

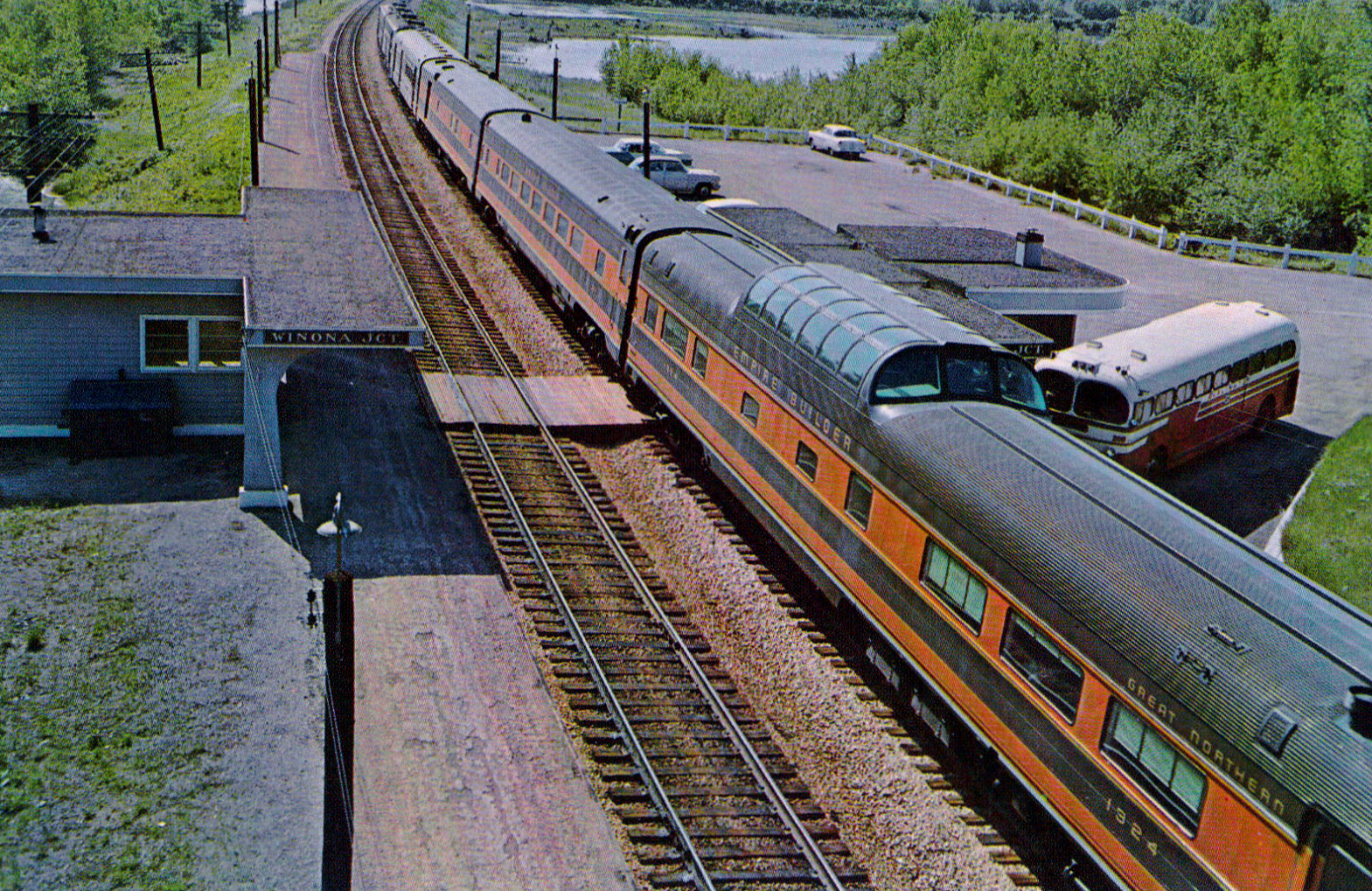
Passage à Winona Junction (Wi) en 1958
Noter la voiture panoramique au premier plan

L'Empire Builder a été lancé par le Great Northern le 11 juin 1929, il a alors remplacé l'Oriental Limited comme train drapeau de la compagnie. Il a été baptisé Empire Builder en l'honneur de l'industriel James J. Hill (en) dont c'était le surnom ; J. Hill était connu pour avoir créé le Great Northern à la fin du XIXe siècle en fusionnant et en réorganisant plusieurs compagnies ferroviaires en difficultés puis en étendant le réseau vers l'ouest jusqu'au Pacifique.
Le tarif était standard et, dès le début, les 2 264 milles (3 644 km) entre Chicago et Seattle étaient prévus en 63 h (vers l'ouest) ou 61 ¹⁄₄ h (vers l'est) exactement comme sur les autres trains sans supplément entre Chicago et la côte ouest.
Pendant la Seconde Guerre mondiale, le service a été modifié pour en augmenter la capacité. Après la guerre, de nouveaux trains profilés, en traction diesel ont été mis en service le 23 février 1947. Une nouvelle rénovation a eu lieu en 1951. À l'été 1954, l'horaire de Chicago à Seattle était de 45 heures, pour un trajet de 2 211 milles (3 558 km); en 1954 le parcours évitant Grand Forks avait permis un gain de distance.
L'horaire permettait d'admirer au passage la chaîne des cascades et le panorama des Rocheuses du Parc national de Glacier, un parc construit sous l'impulsion du Great Northern.
Après la modernisation des années 1950, les voyageurs contemplaient le paysage dans 3 voitures panoramiques et un grand salon panoramique intégral pour les voyageurs de 1re classe.
Deux catastrophes ferroviaires majeures impliquèrent l'Empire Builder de l'ère du Great Northern :
- En 1931, un train vers l'est, près de  Moorhead (MN) qui roulait à près de 60 milles par heure (97 km/h) fut frappé par une tornade qui le fit dérailler ; un wagon de 83 t et 80 pieds (24 m) fut projeté en l'air. L'accident fit un mort et 57 blessés.
- En 1945, le Builder étant dédoublé (deux trains se suivaient l'un derrière l'autre) pour faire face au trafic de  cette période de guerre. Le second percuta l'arrière du premier à Michigan (ND) faisant 34 tués.

En 1970, la Great Northern Railway a fusionné avec 3 autres compagnies ferroviaires pour former de la Burlington Northern Railroad qui a pris en charge l'exploitation de l'Empire builder jusqu'en 1971, date où Amtrak l'a repris et ce dès sa création. La première décision d'Amtrak sera de déplacer l'itinéraire de l'Empire builder entre Chicago et Saint Paul vers les voies de la Chicago, Milwaukee, St. Paul and Pacific Railroad.
Par la suite, Amtrak ajouta à l'Empire Builder une branche se détachant à Spokane et allant vers Portland, itinéraire précédemment exploité par la Spokane, Portland and Seattle Railway. Cette branche était déjà présente sous la Great Northern Railway durant les années 40 et 50,.
En 2005, Amtrak a amélioré le service pour inclure une dégustation de vins et fromages dans la voiture-restaurant pour les passagers des voitures-lits et des journaux gratuits le matin. Certains de ces services furent éliminés en 2013 dans le cadre d'une mesure de réduction des coûts.
Pendant les mois d'été, sur certaines parties du parcours, des guides bénévoles « Trails and Rails » commentent dans la voiture-salon les différents points d'intérêt visuel et historique qui peuvent être visualisés depuis le train.

## Description du train
L'Empire Builder est un train de voyageurs exploité par Amtrak qui traverse les régions du Midwest et du Nord-Ouest des États-Unis. Il relie Chicago (Illinois) au Nord-Ouest des États-Unis, il est coupé en deux à Spokane (WA) avec un premier terminus au nord à Seattle, à la gare de King Street (Seattle) après un parcours de 3 550 km depuis Chicago (2 206 miles) et un second plus au sud à l'Union Station (Portland) après 3 632 km (2257 miles).

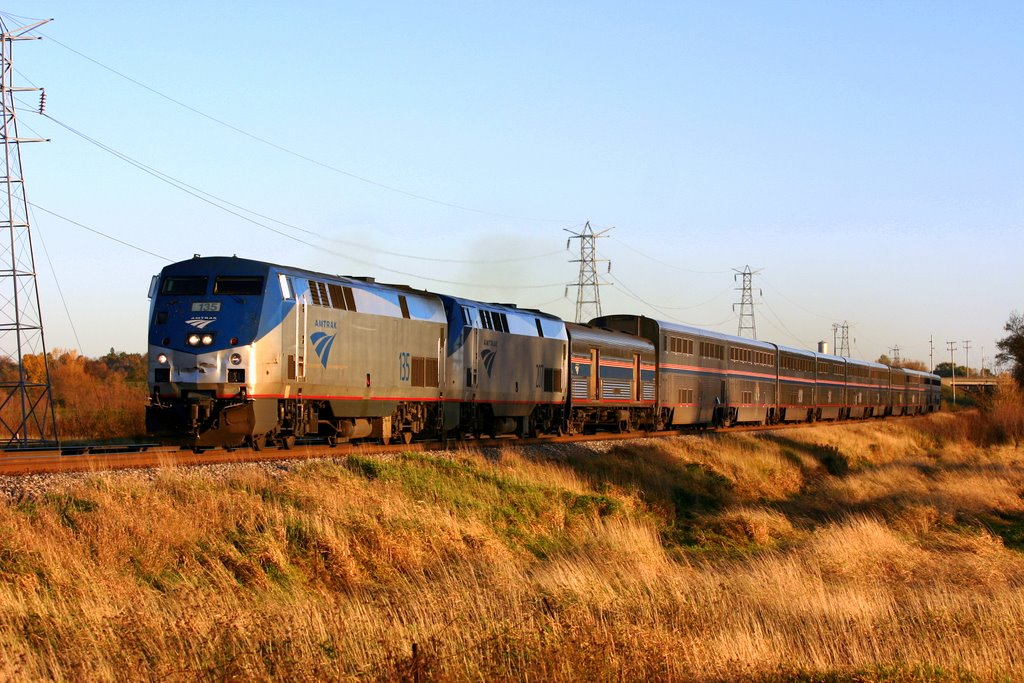
L'Empire Builder dans le wisconsin

Le train traverse les États de l'Illinois, du Wisconsin, du Minnesota, du Dakota du Nord, du  Montana, de l'Idaho, de Washington, et de l'Oregon. Des arrêts long (arrêts techniques) ont lieu à Saint Paul, Minot, Havre, et Spokane ; ils aident à compenser les retards dus à des incidents d'exploitation. Les autres arrêts importants sont Milwaukee, Fargo, Whitefish (MT)  et Vancouver (WA). Il emprunte les voies du BNSF de Seattle à Minneapolis, de "Minnesota Commercial" entre Minneapolis et St. Paul, du CP (Canadian Pacific) entre St. Paul et Glenview, et de Metra (opérateur des trains de banlieue de Chicago) de Glenview à Chicago.
L'Empire Builder quitte la gare de Chicago en début d'après midi, file au nord pour rejoindre Milwaukee (WI), traverse les paysages ruraux du sud Wisconsin, il franchit le cours supérieur du Mississippi à La Crosse (WI). Il traverse ensuite le sud-est du Minnesota et retraverse le Missipi à Hastings (MN) et s'arrête à Saint-Paul (Midway Station). À l'ouest de Saint-Paul, le paysage forestier cède la place à la prairie, de moins en moins peuplé et relativement pauvre. Les voyageurs vers l'ouest n'en verront que les éclairages à vapeur de mercure de fermes isolées qui trouent la nuit de loin en loin. L'Empire Builder traversant le Dakota du Nord et l'est du Montana permet d'apercevoir les Plaines du Nord. Ensuite, le train quitte les prairies du Dakota du Nord et du Montana pour traverser les montagnes Rocheuses, il marque trois arrêts brefs près de Glacier National Park (à East Glacier Park en été ou à Browning en hiver), Essex [un arrêt à la demande, en anglais un flagstop] et West Glacier Park) suivies par un arrêt plus long à Whitefish (MT), dans le Montana.Entre East Glacier et Essex la ligne monte jusqu'à 5 200 pieds (1 585 m) pour franchir la "Continental Divide" qui représente la séparation des eaux entre le bassin atlantique (Missouri et Mississippi) et le bassin pacifique (Skagit river). Toute l'année (selon la météo), le panorama des montagnes peut être admiré depuis le train pendant qu'il longe la limite sud du Parc national de Glacier. Durant la seconde nuit, le train continue à travers les montagnes du nord de l'Idaho et de l'état de Washington. À Spokane (WA), le train se sépare en deux, les quatre dernières voitures descendent par la Gorge du Columbia jusqu'à Portland, dans l'Oregon. La tête du train continue vers Seattle en traversant la Chaîne des Cascades.
Des arrêts à l'aéroport de Milwaukee et à Sturtevant ont été ajoutés à partir du 21 mars 2020 pour remplacer les trains Hiawatha Service suspendus en raison de la baisse drastique de la demande liée au COVID-19.

### Inondations
La ligne a été menacée par les inondations des rivières Missouri, Souris, Red et Mississippi, et a dû parfois suspendre ou détourner certains trains. La plupart des services sont rétablis en quelques jours ou semaines, mais le Devils Lake, dans le Dakota du Nord, qui n'a pas de débouché naturel, est une menace de longue date. L'altitude la plus basse des rails autour du lac est de 443,70 m. Au printemps 2011, le lac a atteint 443,27 m soit 40 centimètres de moins que les voies. Cela provoquait  des interruptions de service les jours venteux lorsque des vagues trop hautes menaçaient les voies.
Le propriétaire de la voie, BNSF a suspendu les opérations fret à travers le Devils lake en 2009 et a menacé de permettre à l'eau de couvrir la ligne si Amtrak ne fournissait pas 100 millions de dollars pour élever la voie. Dans ce cas, l'Empire Builder aurait été réacheminé vers le sud, mettant fin à la desserte de Rugby, Devils Lake et Grand Forks. En juin 2011, un accord a été conclu entre Amtrak et BNSF stipulant qu'ils couvriraient chacun 1/3 du coût, le reste devant provenir des gouvernements fédéral et des États.
En décembre 2011, le Dakota du Nord a reçu une subvention de 10 millions de dollars du ministère des Transports des États-Unis pour aider à couvrir la partie publique des coûts. Les travaux ont commencé en juin 2012 et la voie est montée en deux étapes: 1,5 mètre en 2012 et 1,5 mètre en 2013. Deux ponts et leurs culées sont également en cours de surélévation. Une fois la remontée de la voie terminée, l'élévation du haut du rail sera de 446,84 m. C'est 3 mètres au-dessus du niveau auquel le lac débordera naturellement et constituera donc une solution permanente. Au printemps et à l'été 2011, les inondations de la rivière Souris près de Minot, dans le Dakota du Nord, ont bloqué la route à la fin de juin et pendant la majeure partie de juillet. Pendant un certain temps, l'Empire Builder (avec un composé typique de seulement quatre voitures) a couru de Chicago et s'est terminé à Minneapolis / St Paul; à l'ouest, l'Empire Builder ne fonctionnait pas au delà du Havre, dans le Montana.

### Interférence avec les trains de marchandises
Le boom pétrolier de la formation de Bakken, combiné à de bonnes récoltes à l'automne 2013, a entraîné une augmentation du nombre de trains de marchandises transportant du pétrole brut et des céréales et utilisant les mêmes voies que l'Empire builder dans le Montana et le Dakota du Nord. La congestion qui en a résulté a entraîné de très nombreux et importants retards, le train recevant un taux de ponctualité mensuel de 44,5 % en novembre 2013, la pire performance de ponctualité de tous les itinéraires Amtrak et bien en deçà des normes fixées par le Congrès. Dans certains cas, les retards ont entraîné un des problèmes de disponibilités de l'équipage et de l'équipement, obligeant Amtrak à annuler certains trajet de l'Empire Builder. En mai 2014, seulement 26 % des trains de l'Empire Builder étaient arrivés avec un retard n'excédant pas 30 minutes, le reste des trains avait des retards compris en moyenne entre 3 et 5 heures. Dans certains cas, la congestion du fret et les intempéries ont entraîné des retards allant jusqu'à 12 heures.  C'est un changement par rapport aux années passées où l'Empire Builder était l'un des trains les plus ponctuels de tout le réseau, devant même le train porte drapeau d'Amtrak l'Acela Express.
En raison des retards de plus en plus importants, Amtrak a ajusté les horaires des trains à l'ouest de St. Paul le 15 avril 2014. Les trains en direction ouest ont quitté St. Paul plus tard, tandis que les trains en direction est ont quitté Seattle / Portland environ trois heures plus tôt. Les heures de fonctionnement des stations desservies ont également été officiellement ajustées en conséquence. L'annonce d'Amtrak indiquait également que le chemin de fer BNSF travaillait à augmenter la capacité de la voie et qu'il était prévu que courant de 2015, l'Empire Builder puisse être remis à son ancien calendrier. En janvier 2015, il a été annoncé que le train reprendrait son horaire normal,.
Malgré ces importants retards, le train fût fréquemment utilisé par les ouvriers des champs de Bakken et leurs familles notamment à la station de Williston.

## Composition du train
L'Empire Builder est composé de dix voitures Superliner, à deux niveaux, d'Amtrak et d'un fourgon. L'Empire Builder a été le premier train de recevoir ce matériel en 1979. À l'été 2005, le train a été « relancé » avec un équipement rénové. Un train type de 2005 serait composé de (avec destination/provenance à l'Ouest de Spokane):
Les locomotives ainsi que les six premiers wagons continuent sur Seattle. Une locomotive unique est attelée devant les quatre derniers wagons et les remorque jusqu'à Portland. Pendant la haute saison une voiture-salon unique est rajoutée à l'arrière du train entre Chicago et St. Paul. Elle est détachée à la station Midway, elle repartira le lendemain vers Chicago. Cette voiture fonctionne comme sous le numéro de train 807/808. Cela augmente la capacité en période de haute activité dans l'année.
- Deux locomotives diesel électriques GE P42 « Genesis » GE Genesis#P42DC (en)
- Un fourgon à bagages (Seattle)
- Une voiture-lits dite « de transition » permet de passer d'une intercirculation du niveau haut vers un passage bas pour accéder au fourgon (Seattle)
- deux voitures-lits (Seattle)
- une voiture restaurant (Seattle)
- deux voitures salon (Seattle)
- une voiture salon/bar panoramique (Portland)
- une voiture salon et bagages (Portland)
- une voiture salon (Portland)
- Une voiture-lits (Portland)
- une voiture salon (Chicago - St Paul) - Cette voiture constitue le train 807/808.

## Villes et gares desservies
| Desserte par     | Ville               | État           | Gare               |
| ---------------- | ------------------- | -------------- | ------------------ |
| Tous             | Chicago             | Illinois       | Union Station      |
| Tous             | Milwaukee           | Wisconsin      | Intermodal Station |
| Tous             | Saint Paul          | Minnesota      | Midway             |
| Tous             | Fargo               | Dakota du Nord |                    |
| Tous             | Whitefish (Montana) | Montana        |                    |
| Tous             | Spokane             | Washington     | Intermodal Center  |
| Chicago–Seattle  | Seattle             | Washington     | King Street        |
| Chicago–Portland | Vancouver           | Washington     | Gare de Vancouver  |
| Chicago–Portland | Portland            | Oregon         | Union Station      |